# Kadavinakote Hantha, Holenarsipur
Kadavinakote Hantha là một làng thuộc tehsil Holenarsipur, huyện Hassan, bang Karnataka, Ấn Độ.